# Òxids de sofre
Els òxids de sofre poden ser de tres tipus: 
- Òxid de sofre(II) o monòxid de sofre, amb la fórmula SO.
- Òxid de sofre(IV) o diòxid de sofre, amb la fórmula SO₂.
- Òxid de sofre(VI) o triòxid de sofre, amb la fórmula SO₃.

## Monòxid de sofre

Estructura de Lewis del monòxid de sofre.

Es tracta d'una espècie inestable que es forma quan l'oxigen monoatòmic reacciona amb el sofre:
2S + O₂ → 2SO
En afegir aigua a l'òxid de sofre (II) es produeix àcid hiposulfurós:
SO + H₂O → H₂SO₂

## Diòxid de sofre
El diòxid de sofre es forma en el procés de combustió del sofre i del sulfur d'hidrogen.
S₈ + 8 O₂ → 8 SO₂
2 H₂S + 3 O₂ → 2 H₂O + 2 SO₂

## Triòxid de sofre
L'òxid de sofre (IV) pot ser preparat al laboratori mitjançant piròlisi en dues etapes a partir d'hidrogensulfat de sodi
1) Deshidratació
2NaHSO₄ → Na₂S₂O₇ + H₂O a 315 °C
2) Cracking
Na₂S₂O₇ → Na₂SO₄ + SO₃ a 460 °C
Aquest mètode funciona per altres hidrogensulfats metàl·lics, sent el factor controlant l'estabilitat de la sal intermèdia del pirosulfat.

## Òxids de sofre i piròlisi
Molts residus contenen sofre que pot presentar-se en tots els estats d'oxidació des de S-2 fins S+6. En qualsevol cas, el sofre apareix en els gasos com a SO₂ o SO₃. Donada l'atmosfera inert en què es desenvolupa la piròlisi, els nivells d'òxid de sofre produïts per aquesta via són més baixos que els superats per incineració. Depenent de la composició de les cendres, una porció dels òxids de sofre dels gasos pot patir una reacció gas-sòlid, quedant-se així atrapats en la cendra.
La proporció entre SO₂ i SO₃ depèn de la temperatura, composició dels gasos i presència o absència de material catalític en les cendres. En la incineració, un excés d'oxigen afavoreix l'oxidació a SO₃, però, en tractar-se d'una reacció lenta, generalment només un 2-4% del sofre apareix com a triòxid.
Els òxids de sofre tenen importància com a contaminants degut als seus efectes perjudicials sobre la salut i els seus efectes corrosius sobre els materials.